# Franz Drügh
Franz Drügh (* 1909; † 1995) war ein deutscher Jurist und Staatsanwalt.

## Leben und Tätigkeit
Nach dem Schulbesuch studierte Franz Drügh Rechtswissenschaften. Seit 1927 war er Mitglied der katholischen Studentenverbindung KDStV Ripuaria Bonn im CV.
1934 promovierte er an der Universität Köln zum Dr. jur. Zu dieser Zeit war er bereits Gerichtsreferendar. Das Thema seiner Dissertation lautete Die rechtliche Stellung der theologischen Fakultäten nach der Reichsverfassung und den Kirchenverträgen.
Nach dem Zweiten Weltkrieg arbeitete Franz Drügh in der Justizverwaltung in Nordrhein-Westfalen. Er war ab 1949 bei der Staatsanwaltschaft Bonn beschäftigt, wo er später Leitender Oberstaatsanwalt wurde und am Landgericht Bonn tätig war. Im Februar 1967 wurde er zum Generalstaatsanwalt bei der Staatsanwaltschaft beim Oberlandesgericht Köln ernannt. Er wurde damit Nachfolger von Generalstaatsanwalt Walter Haas, der aufgrund problematischer Zustände in der seiner Dienstaufsicht unterstehenden Haftanstalt Köln-Klingelpütz vom Dienst suspendiert wurde.
Im Zuge der sogenannten Quick-Affäre von 1972 erhielt Generalstaatsanwalt Drügh durch den Justizminister von Nordrhein-Westfalen eine Rüge erteilt.
Mit Erreichen des 65. Lebensjahres trat Franz Drügh 1974 in den Ruhestand.

## Schriften (Auswahl)
- Die rechtliche Stellung der theologischen Fakultäten nach der Reichsverfassung und den Kirchenverträgen. Lingen-Ems (Hann.) o. J. [1934].